# Тарантино, Тони
Тони Тарантино (англ. Tony Tarantino; 4 июля 1940, Куинс, Нью-Йорк — 8 декабря 2023, Лос-Анджелес, Калифорния) — американский актёр и продюсер.

## Биография
Тарантино родился 4 июля 1940 года в Куинсе, Нью-Йорк, США в семье Элизабет Джин и Доминика Джеймса Тарантино, выходцев из южной Италии.
По словам Тарантино из интервью 2017 года, в 1960 годах агент по поиску талантов Генри Уилсон предложил Тарантино сделку, в ходе которой он получил бы славу и роскошный образ жизни, в обмен на однополый секс. Тарантино ударил агента, на что тот ему высказался о том, что он не сможет больше работать актёром, после чего Тарантино был уволен с роли в телесериале «Театр Зейна Грея Дика Пауэлла». Сменив имя на Тони Маро, актёр пытался работать в массовке, однако его личность быстро раскрыли и выгнали со съёмок.
Тарантино умер 8 декабря 2023 года в Лос-Анджелесе.

## Политические взгляды
В 2015 его сын Квентин Тарантино высказался о жестокости полиции, в ответ на это и последующую негативную реакцию в адрес его сын, Тарантино старший отметил что у него есть родственники в полиции и что высказывания Квентина совершенно ошибочные.

## Фильмография
| Год  |     | Русское название               | Оригинальное название | Роль                |
| ---- | --- | ------------------------------ | --------------------- | ------------------- |
| 1960 | ф   | Там, где ребята                | Where the Boys Are    | второстепенная роль |
| 1999 | ф   | Ярость                         | It's the Rage         | Тони                |
| 1999 | ф   | Семейное древо                 | Family Tree           | доктор Стивенс      |
| 2003 | ф   | Святой Голливуд                | Holy Hollywood        | Дик Ричардс         |
| 2003 | ф   | Кровавые деньги                | Blood Money           | Сэл                 |
| 2008 | ф   | Полнолуние                     | Harvest Moon          | Джон                |
| 2009 | кор | Сохранённый                    | Saved                 | священник           |
| 2010 | кор | Олух                           | Folly                 | Винс                |
| 2011 | ф   | Уязвимый блюз                  | Underbelly Blues      | продюсер            |
| 2012 | ф   | Средиземноморский голубой цвет | Mediterranean Blue    | Тони Аламо          |
| 2016 | ф   | Призма                         | Prism                 | продюсер            |